# Sant Jaume de Frontanyà
Sant Jaume de Frontanyà – gmina w Hiszpanii, w prowincji Barcelona, w Katalonii, o powierzchni 21,37 km². W 2011 roku gmina liczyła 28 mieszkańców.